# Венаві
Венаві (перс. وناوي) — село в Ірані, у дегестані Кугсар, у Центральному бахші, шагрестані Шазанд остану Марказі. За даними перепису 2006 року, його населення становило 123 особи, що проживали у складі 24 сімей.

## Клімат
Середня річна температура становить 11,40 °C, середня максимальна – 31,04 °C, а середня мінімальна – -12,38 °C. Середня річна кількість опадів – 268 мм.
| Клімат поселення                              | Клімат поселення | Клімат поселення | Клімат поселення | Клімат поселення | Клімат поселення | Клімат поселення | Клімат поселення | Клімат поселення | Клімат поселення | Клімат поселення | Клімат поселення | Клімат поселення | Клімат поселення |
| Показник                                      | Січ.             | Лют.             | Бер.             | Квіт.            | Трав.            | Черв.            | Лип.             | Серп.            | Вер.             | Жовт.            | Лист.            | Груд.            |                  |
| Середній максимум, °C                         | 6,46             | 8,47             | 13,31            | 19,41            | 24,61            | 30,25            | 31,04            | 30,46            | 25,82            | 19,99            | 12,63            | 6,99             |                  |
| Середня температура, °C                       | −2,96            | −0,96            | 3,89             | 9,98             | 15,18            | 20,83            | 25,02            | 24,43            | 19,78            | 13,97            | 6,62             | 0,97             |                  |
| Середній мінімум, °C                          | −12,38           | −10,38           | −5,53            | 0,57             | 5,75             | 11,40            | 19,00            | 18,41            | 13,78            | 7,96             | 0,60             | −5,06            |                  |
| Норма опадів, мм                              | 42               | 40               | 50               | 35               | 26               | 4                | 1                | 1                | 0                | 6                | 25               | 38               |                  |
| Середньомісячна швидкість вітру, м/с          | 1.30             | 1.90             | 2.62             | 2.81             | 2.48             | 2.44             | 2.45             | 2.16             | 2.18             | 1.85             | 1.50             | 1.21             |                  |
| Середньомісячна сонячна радіація, кДж/м²·день | 9777             | 12838            | 15393            | 18582            | 22614            | 27029            | 25964            | 24359            | 21528            | 16184            | 11434            | 9365             |                  |
| --------------------------------------------- | ---------------- | ---------------- | ---------------- | ---------------- | ---------------- | ---------------- | ---------------- | ---------------- | ---------------- | ---------------- | ---------------- | ---------------- | ---------------- |
| Джерело:                                      |                  |                  |                  |                  |                  |                  |                  |                  |                  |                  |                  |                  |                  |